# William Pate Mulock
Pour les articles homonymes, voir Mulock.
William Pate Mulock (8 juillet 1897-25 août 1954) est un homme politique canadien de l'Ontario. Il est député fédéral libéral de la circonscription ontarienne de York-Nord d'une élection partielle en 1934 à 1945. Il est ministre dans le cabinet du premier ministre Mackenzie King.

## Biographie
Né à Toronto en Ontario, Mulock étudie au Upper Canada College et à l'Université de Toronto où il est membre de la fraternité Kappa Alpha. Après avoir fait partie du Corps expéditionnaire canadien lors d'une expédition dans le nord de la Russie en 1918, il revient étudier le droit à la Osgoode Hall Law School,.
Après une campagne électorale infructueuse en 1930, il parvient à se faire élire lors d'une élection partielle en 1934. Il est réélu en 1935 et en 1940. Il est ministre des Postes de 1940 à 1945.
Au décès de l'éditeur du Toronto Star, Joseph E. Atkinson (en), Mulock hérite d'une partie de sa succession.